# Pachyrrhiza pictipennis
Pachyrrhiza pictipennis är en tvåvingeart som beskrevs av Philippi 1865. Pachyrrhiza pictipennis ingår i släktet Pachyrrhiza och familjen stilettflugor. Inga underarter finns listade i Catalogue of Life.